# Gabès kormányzóság
Az Gabès kormányzóság (Kábesz) arabul: ولاية قابس  egyike az 1956-ban létrehozott kormányzóságoknak Tunéziában.

## Földrajz
Tunézia középső részén található. 3 különböző része van földrajzi szempontból: 
1. Hegyvidéki rész: Matmata
2. Síkság
3. Partvidék

Az évi átlaghőmérséklet 20,0 °C és a csapadék évi 190 mm.
- Körzetek: 10
- Önkormányzatok: 10
- Vidéki Tanácsok: 9
- Falvak: 73

### Városok
- Chenini Nahal
- El Hamma
- Ghannouch (Ghanoosh)
- Mareth
- Matwiya
- Matmáta
- Menzel el Habeeb
- Métouia
- Nouvelle Matmata (New Matmata)
- Oudhref
- Widthreff
- Zarat